# Tutt* stran*
Tutt* stran* è un singolo della rapper italiana Chadia Rodríguez, pubblicato il 10 dicembre 2021.

## Video musicale
Il videoclip ufficiale del brano, diretto da Fabrizio Conte, è stato pubblicato il 13 dicembre 2021 sul canale YouTube della cantante.

## Tracce
1. Tutt* stran* – 2:55